# Kampung Dalem
Kampung Dalem is een bestuurslaag in het regentschap Kediri van de provincie Oost-Java, Indonesië. Kampung Dalem telt 3418 inwoners (volkstelling 2010).